# Étienne de Jouy
 (janvier 2010).
Si vous disposez d'ouvrages ou d'articles de référence ou si vous connaissez des sites web de qualité traitant du thème abordé ici, merci de compléter l'article en donnant les références utiles à sa vérifiabilité et en les liant à la section « Notes et références ».
Pour les articles homonymes, voir Jouy.
Joseph Étienne, dit Étienne de Jouy, né le 19 octobre 1764 à Versailles  et mort le 4 septembre 1846 à Saint-Germain-en-Laye, est un dramaturge et librettiste français.

## Biographie
Élève au collège d’Orléans à Versailles, la discipline de l'institution Gorsas laissait à désirer et les sorties étaient fréquentes ; la passion amoureuse devient si forte et Étienne de Jouy montre une nature si ardente qu’à l’âge de 16 ans, on l’embarque le 28 mai 1782 pour l’Amérique du Sud pour aller prendre du service sous les ordres du gouverneur de la Guyane, le baron de Besner. A Cayenne, au fort Sinnamary, il rencontre le capitaine du Génie Murinais d'Auberjon, admirateur de Voltaire. Il revient presque aussitôt en France pour achever ses études, le bras en écharpe après l'attaque d'un corsaire à la suite d'un coup de feu et se réengage deux ans plus tard. Il est envoyé comme sous-lieutenant d’artillerie aux Indes orientales (1787), où il a diverses aventures, qui inspireront plus tard son théâtre. Le voilà sur les bords du Gange et de l'Indus, où il rencontre Tipû Sâhib, successeur d'Haidar Ali Khan, qui venait de monter sur le trône de Mysore. À la suite de la profanation d'un temple, il est mis au cachot, mais des officiers du Régiment de Luxembourg volent à son secours et il quitte les côtes à bord d'un frêle esquif qui chavire ; un vaisseau anglais le recueille et le dépose à Madras où le chevalier de Parny le traite comme un frère.
Lorsque la Révolution éclate, il retourne en France (1790). On pense qu’il contribue à la rédaction de l'ouvrage Le Paquebot ou Rencontre des ouvriers de Londres et de Paris (1791, avant de partir avec le grade de capitaine pour l’armée du Nord comme aide de camp du général irlandais Jacques O'Moran. Il y sert avec distinction et est nommé adjudant-général après la prise de Furnes. Il appelle néanmoins le soupçon sur lui en refusant de porter un toast à Marat, et est arrêté et condamné à mort. Parvenant à s'évader, il se réfugie en Suisse, épuisé sans le sou, il frappe à la porte du collège  de Reichenau et reconnaît parmi les professeurs le duc de Chartres exilé sous le nom de Corby et son voyage le mène à Genève, à Lausanne, à Zurich et à Bâle. Il y est en contact avec divers réfugiés français. C'est en compagnie de M. Lemontey sur la route de Bâle qu'il apprend la chute de Robespierre. Il rentre en France au 9 Thermidor.
« Le 2 Prairial, où Boissy d'Anglas a donné l'exemple du courage civil, Monsieur de Jouy, à la tête d'un bataillon de jeunes Républicains qu'il avait armés la veille, délivre la Convention envahie par une populace ivre de sang et fait triompher la Loi. »
Il reprend le service sous les ordres du général Menou et commande la place de Lille, mais est accusé d’intelligence avec l’envoyé britannique, James Harris, 1er comte de Malmesbury, qui a été dépêché en France pour négocier un traité de paix. Il est incarcéré quelque temps et, las de cette suspicion permanente, quitte le service en prétextant ses nombreuses blessures (1797)[réf. nécessaire].
En 1799, chez Briard, il fait paraître anonymement La Galerie des femmes. Collection incomplète de huit tableaux recueillis par un amateur, un ouvrage érotique qu'il regrettera d'avoir publié quelques années plus tard, une fois devenu célèbre.
Étienne de Jouy est librettiste de plusieurs des principaux opéras du début du XIXe siècle, notamment Guillaume Tell de Rossini (1829) et La Vestale de Spontini (1807).
Etienne Jouy est aussi l’auteur d’une quinzaine de jeux de cartes éducatifs (on disait « instructifs »), publiés entre 1804 et 1821. Chaque jeu comprend 48 cartes contenant essentiellement du texte et un petit médaillon gravé sur bois (voir Gravure sur bois) par Pierre-François Godard. L’histoire, la géographie, la mythologie, la Bible, l’astronomie, mais aussi la lecture, la musique et les animaux, sont parmi les sujets traités. En dépit d’un aspect peu attirant (beaucoup de texte, peu d’illustrations, pas de couleur), ces jeux ont connu le succès, certains ont été réédités (et mis à jour) après la chute du Premier Empire, plusieurs ont été traduits en italien, suédois, grec, etc.
Plusieurs de ces jeux se trouvent à la Bibliothèque nationale de France (département des Estampes) :

Il est également journaliste, critique et chansonnier et fait partie de la Société du Caveau et du « Déjeuner de la Fourchette »[réf. nécessaire]. Il publie avec succès dans la Gazette de France des satires de la vie parisienne, réunies sous le titre L’Ermite de la Chaussée d’Antin, ou observations sur les mœurs et les usages français au commencement du XIXe siècle (1812-1814, 5 vol.) L’Ermite de la Chaussée d’Antin fut suivi de plusieurs séries similaires : Guillaume le franc-parleur (1814-1815), L’Ermite de la Guyane (1815-1817), puis L’Ermite en province (1817-1827)[réf. nécessaire]. À en croire L'Hermite en Italie (1824), qui mêle des souvenirs épars et difficiles à vérifier, il aurait voyagé en Italie de l'automne 1805 à l'automne 1807, puis de nouveau sous la Restauration. Mais ce récit pourrait être l'œuvre d'autres auteurs (Charles-Maxime de Villemarest et Louet de Chaumont, avocat, d'après Barbier et Quérard), qui cherchaient à exploiter le succès du filon des « Ermites ».
Il est élu à l’Académie française le 11 janvier 1815 en remplacement d’Évariste Parny, mais ne peut prononcer son discours de réception en raison des événements. Un article de la Biographie nouvelle des contemporains, dont il est l’un des fondateurs, lui vaut encore un mois de prison ; l’Académie lui manifeste sa sympathie lorsqu’il est libéré, ce qui mécontente le gouvernement. À l’Académie, il est du parti des classiques et vote contre Victor Hugo.
Sous la Restauration, il retrouve le peintre Louis Garneray, qu'il avait connu à l'Île de France, alors qu'il était lui-même officier de la garnison. Il entreprend de visiter en sa compagnie les côtes et les ports de France et ils en tirent un ouvrage intitulé Vue des Côtes et des Ports de France en 1823. Louis Garneray retrouvait Jouy qu'il avait connu officier de la garnison de l'Île de France et, par lui, fut mis en rapport avec Madame de Staël, Chateaubriand, La Fayette, etc..
Après avoir appris la gravure avec le célèbre Debucourt, en 1823, Garneray, en compagnie de Jouy, entreprit de visiter les côtes et les ports de France et, plusieurs fois, Surcouf réunit chez lui Garneray, Jouy et d'anciens compagnons d'aventures.
En 1821, sa tragédie Sylla triomphe, en partie grâce à l'interprétation de Talma, qui s’inspire de Napoléon Ier pour camper le rôle-titre : elle a quatre-vingts représentations de suite.
Après la Révolution de 1830, il remplit jusqu’au 9 août les fonctions de maire de Paris, puis il est nommé bibliothécaire du Louvre. Il meurt au château de Saint-Germain-en-Laye, où il dispose d’un appartement. Il est inhumé au cimetière ancien de Saint-Germain-en-Laye.

## Œuvres

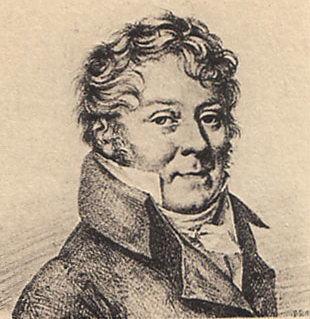

- Œuvres complètes d'Étienne Jouy (27 volumes), J. Didot l'aîné, Paris, 1823-1828
- Comment faire ?, vaudeville en un acte, 1799
- La Galerie des femmes, nouvelles, 1799, 2 vol.
- Milton, opéra-comique en un acte, en collaboration avec Michel Dieulafoy, musique de Gaspare Spontini, 1804
- La Vestale, tragédie lyrique en 3 actes, musique de Gaspare Spontini, Opéra de Paris, 15 décembre 1807
- L'Avide héritier, comédie en 5 actes, 1807
- Le Mariage de M. Beaufils ou les Réputations d'emprunt, comédie en un acte, 1807
- La Marchande de modes, parodie de La Vestale, 1808
- L'Homme aux convenances, comédie en un acte en vers, 1808
- Fernand Cortez, opéra en 3 actes, en collaboration avec Joseph-Alphonse Esménard, musique de Gaspare Spontini, 1809
- Les Bayadères, opéra en 3 actes d'après Voltaire, musique de Charles Simon Catel, représenté à l'Opéra de Paris le 8 août 1810
- Les Amazones, opéra en 3 actes, musique d'Étienne Nicolas Méhul, 1811
- Les Aubergistes de qualité, opéra-comique en 3 actes, musique de Charles Simon Catel, représenté à l'Opéra-Comique le 17 juin 1812
- L'Hermite de la Chaussée d'Antin, ou observations sur les mœurs et les usages parisiens au commencement du XIXe siècle, 1812-1814, 5 vol. (lire en ligne : tome 1, tome 3 et tome 5
- Les Abencérages, opéra en 3 actes, musique de Luigi Cherubini, 1813
- Tippô-Saëb, tragédie, 1813
- Le Franc-Parleur, suite de l'Hermite de la Chaussée d'Antin, 1815, 2 vol.
- L'Hermite de la Guyane, 1816, 3 vol.
- Dictionnaire des Gens du grand monde, 1818
- Bélisaire, tragédie, 1818 (la représentation en fut interdite)
- Zirphile et Fleur de Myrte ou Cent Ans en un jour, opéra-féerie en 2 actes, en collaboration avec Nicolas Lefebvre, musique de Charles Simon Catel, représenté à l'Opéra de Paris en 1818
- L'Hermite en province, en collaboration, 1818 et s., 14 vol.
- Sylla, tragédie, 1822
- Les Hermites en prison, en collaboration avec Antoine Jay, 1823, 2 vol.
- Les Hermites en liberté, en collaboration avec Antoine Jay, 1824, 2 vol.
- Julien dans les Gaules, tragédie, 1827
- Moïse et Pharaon, opéra en 4 actes, en collaboration avec Luigi Balocchi, musique de Gioachino Rossini, 1827
- Guillaume Tell, opéra en 4 actes, en collaboration avec Hippolyte Bis, musique de Gioachino Rossini, représenté à l'Opéra de Paris le 3 août 1829
- Le Centenaire, roman historique et dramatique en six époques : l'ancien régime, la révolution, la république, etc., 1833, 2 vol.
- La Conjuration d'Amboise, tragédie, 1841 (non représentée)